# Gabriel Bernardello
Gabriel Bernardello (Cosquín, Córdoba, 3 de mayo de 1953) es un biólogo y profesor en Ciencias Biológicas argentino especializado en Botánica.

## Reseña biográfica
Es profesor titular plenario de la Facultad de Ciencias Exactas Físicas y Naturales de la Universidad Nacional de Córdoba e investigador superior del CONICET. Desempeña sus tareas en el Instituto Multidisciplinario de Biología Vegetal (IMBIV), un centro de investigación y desarrollo de doble dependencia entre la Universidad Nacional de Córdoba y el CONICET. Bernardello se ha dedicado tanto a la investigación en Botánica como a la enseñanza de la Biología.
Ha publicado más de 160 trabajos en revistas científicas, tanto nacionales como internacionales, en aspectos de biosistemática (con especial referencia a la familia de las solanáceas), biología reproductiva y citogenética de plantas angiospermas. Se destacan sus estudios pioneros en Latinoamérica sobre el néctar floral y estudios en plantas endémicas de las Islas Juan Fernández (Chile) e Islas Canarias (España).
Fue Secretario de Investigación y Posgrado de la FCEFN (2005-2007), vicedecano de la FCEFN (2007-2010), Secretario Académico de la UNC (2010-2013), director de la Maestría de Educación en Ciencias Experimentales y Tecnología de la FCEFN (2005-2014), editor de la Colección de Ciencias Naturales de la Editorial de la UNC (2007-2016) y director del Boletín de la Sociedad Argentina de Botánica (2000-2018). Fue director del Museo Botánico de Córdoba (2013-2020), director del Instituto Multidisciplinario de Biología Vegetal (2017-2020) y presidente de la Sociedad Argentina de Botánica (2016-2020). Fue nombrado Profesor Emérito de la Universidad Nacional de Córdoba (2021) y Vicepresidente de la Academia Nacional de Ciencias (2020-2024). 
En otro orden, es instructor del Sistema Susana Milderman de gimnasia rítmica expresiva, habiendo publicado acerca del tema el libro Sobre la danza y la gimnasia en la Antigua Grecia en editorial Alción (Córdoba, 2005).

## Distinciones
- Premio Bernardo Houssay (1987) del CONICET.
- Premio Lorenzo R. Parodi para el bienio 1985-1986 de la Sociedad Argentina de Botánica.
- Miembro Correspondiente de la Botanical Society of America (U.S.A., 2006).
- Académico Titular de la Academia Nacional de Ciencias, Córdoba (2007).

## Publicaciones relevantes
- Bernardello L. 1986. Revisión taxonómica de las especies sudamericanas de Lycium (Solanaceae). Bol. Acad. Nac. Ci. Córdoba 57: 173-356.
- Anderson G., Bernardello G., T.F. Stuessy & D. Crawford. 2001. Breeding systems and pollination of selected plants endemic to the Juan Fernandez Islands. Amer. J. Bot. 88: 220-233.
- Bernardello, G. Anderson, T.F. Stuessy & D. Crawford. 2002. A survey of floral traits, breeding systems, floral visitors, and pollination systems of the angiosperms of the Juan Fernández Islands (Chile). The Botanical Review 67: 255-308.
- Galetto L. & Bernardello G. 2004. Floral Nectaries, Nectar Production Dynamics, and Chemical Composition in Six Ipomoea Species (Convolvulaceae) in Relation to Pollinators. Ann. Bot. 94: 269-280.
- Galetto L. & Bernardello G. 2005. Rewards in flowers: Nectar. Book chapter in: Practical Pollination Biology, edited by A. Dafni, P. Kevan & B. C. Husband, pp. 261-313. Enviroquest, Cambridge, Ontario, Canada.
- Bernardello G., Anderson G.J., Stuessy T. & Crawford D. 2006. The angiosperm flora of the Archipelago Juan Fernandez (Chile): Origin and dispersal. Canadian Journal of Botany 84: 1266-1281.
- Bernardello G. 2007. A systematic survey of floral nectaries. Book Chapter in: Nectaries and nectar (eds. S. Nicolson, M. Nepi, E. Pacini), pp. 19-128. Springer Netherlands, Dordrecht.
- Levin R.A., Bernardello G., Whiting C. & Miller J.S. 2011. A new generic circumscription in tribe Lycieae (Solanaceae). Taxon 60: 681-690.
- Chiarini F., Sazatornil F. & Bernardello G. 2018. Data reassessment in a phylogenetic context gives insight into chromosome evolution in the giant genus Solanum (Solanaceae). Systematics and Biodiversity16: 397-416.
- Stiefkens L., Las Peñas M.L., Levin R., Miller J.S. & Bernardello. 2020.  Cytological data in a phylogenetic setting: Chromosome evolution of the Cosmopolitan genus Lycium (Solanaceae). Taxon 69: 124-141.